# Kraftwerk Song Loulou
Das Kraftwerk Song Loulou (bzw. Songloulou) (französisch Barrage hydroélectrique de Song Loulou) ist ein Wasserkraftwerk in der Region Littoral, Kamerun, das am Sanaga gelegen ist. Es ist im Besitz von Eneo und wird auch von Eneo betrieben.

## Absperrbauwerk
Das Absperrbauwerk wurde von 1976 bis 1981 errichtet und besteht aus drei Abschnitten. Auf der rechten Flussseite befindet sich ein Steinschüttdamm mit einer Höhe von 20 (bzw. 27) m. Seine Länge beträgt 328 (bzw. 300) m und sein Volumen liegt bei 240.000 m³. Als Abdichtung dient ein Tonkern im Damminneren. Der felsige Untergrund wurde durch einen Dichtungsschleier mit einer Tiefe von bis zu 20 m wasserundurchlässig gemacht.
An den Damm schließt sich eine Wehranlage zur Hochwasserentlastung mit einer Länge von 133 (bzw. 135) m an. Die 7 Tore der Wehranlage haben eine Länge von jeweils 14 m. Über die Hochwasserentlastung können maximal 10.000 m³/s abgeführt werden. Das Bemessungshochwasser liegt bei 9.830 m³/s; die Wahrscheinlichkeit für das Auftreten dieses Ereignisses wurde mit einmal in 10.000 Jahren bestimmt.
An die Wehranlage schließt sich eine Staumauer mit einer Länge von 240 (bzw. 225) m und einer Höhe von 27 (bzw. 35) m an, die bis zur linken Flussseite reicht. Unterhalb der Staumauer befindet sich das Maschinenhaus des Kraftwerks. Die Druckrohrleitungen zwischen der Staumauer und dem Maschinenhaus haben eine Länge von 51 m und einen Durchmesser von 6,40 m.
Auf der rechten Flussseite befindet sich noch eine zweite, kleinere Staumauer mit einer Länge von 200 m und einer Höhe von 8 m. Ihr Volumen liegt bei 12.000 m³. Sie dient dazu, einen kleineren Nebenarm des Sanaga abzusperren.

## Stausee
Bei Vollstau fasst der Stausee 10 Mio. m³ Wasser.

## Kraftwerk
Das Kraftwerk Song Loulou verfügt mit insgesamt 8 Francis-Turbinen über eine installierte Leistung von 396 (bzw. 384 oder 388) MW. Die 8 Turbinen des Kraftwerks leisten jede maximal 49,5 (bzw. 48) MW. Die Fallhöhe beträgt 41,5 (bzw. 39,2) m, der Durchfluss liegt bei 130 m³/s.
Die ersten 4 Maschinen des Kraftwerks gingen von Januar bis November 1981 in Betrieb. Die restlichen 4 Maschinen wurden nach einer zweiten Ausbauphase, die von 1984 bis 1987 dauerte, im Jahr 1988 in Betrieb genommen.

## Sonstiges
Bei der Staumauer tritt das Problem des Aufquellens von Beton infolge einer Alkali-Aggregat-Reaktion (z. B. Alkali-Kieselsäure-Reaktion) auf. Dies führt zu Spannungen und Rissbildung im Beton. Die Arbeiten zur Behebung der Schäden werden voraussichtlich 9 Jahre dauern und die Gesamtkosten dafür werden auf 110 Mio. € geschätzt.